# Hegemonía Liberal

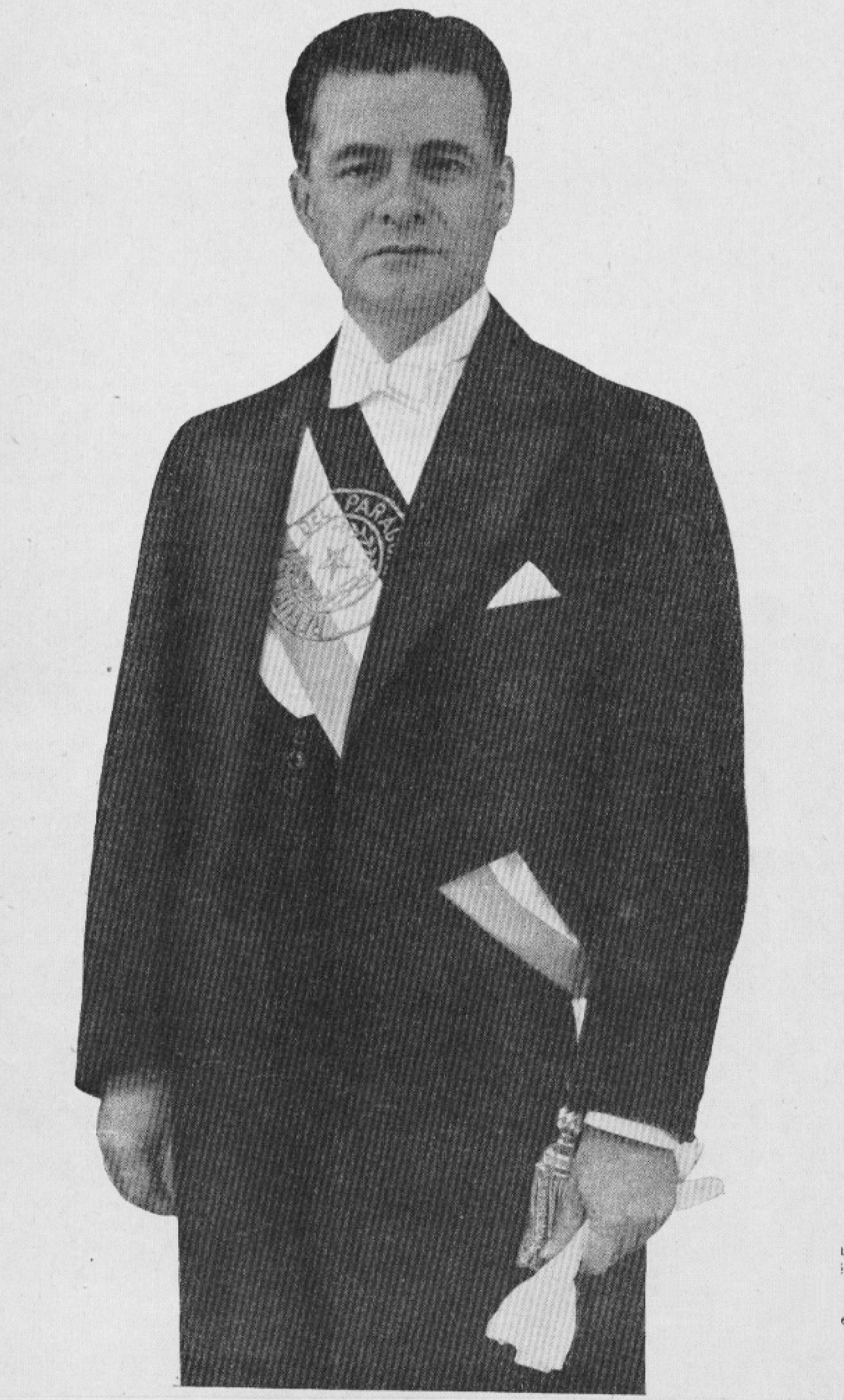
José Félix Estigarribia fue el último presidente de Paraguay durante la denominada Hegemonía Liberal.

Hegemonía Liberal es el nombre que recibe el período comprendido entre 1904 y 1940 en Paraguay, durante el cual el Partido Liberal (hoy Partido Liberal Radical Auténtico) dominó la política nacional tras el derrocamiento del presidente Juan Antonio Escurra y el fin de la hegemonía del Partido Colorado. Durante estos años, Paraguay experimentó profundos cambios políticos, económicos y sociales, aunque también enfrentó inestabilidad, conflictos internos y desafíos externos, como la guerra del Chaco.

## Contexto y ascenso al poder
Desde su independencia en 1811, Paraguay estuvo gobernado principalmente por regímenes autoritarios, primero con José Gaspar Rodríguez de Francia, luego con los López (Carlos y Francisco Solano López) y, tras la guerra de la Triple Alianza, bajo el control del Partido Colorado. A finales del siglo XIX, los liberales comenzaron a ganar fuerza dentro de la oposición, cuestionando el predominio colorado y promoviendo una agenda de modernización económica y política.
En 1904, el Pacto de Pilcomayo, firmado entre líderes colorados y liberales, permitió la llegada de estos últimos al poder tras una revolución armada. La victoria liberal marcó el inicio de un período de dominio político caracterizado por una sucesión de gobiernos débiles, constantes enfrentamientos internos y golpes de Estado.

## Características del período

### Inestabilidad política
A pesar de haber alcanzado el poder, el Partido Liberal nunca logró consolidar un gobierno estable. La fragmentación interna y las luchas entre facciones —principalmente entre los radicales y los cívicos— debilitaron su capacidad de gobernar de manera efectiva. Entre 1904 y 1936, Paraguay tuvo más de 20 presidentes, muchos de ellos derrocados por golpes de Estado o revueltas militares.

### Reforma económica y política
Los liberales impulsaron políticas de modernización económica basadas en la apertura comercial y la atracción de inversiones extranjeras. Sin embargo, estas medidas beneficiaron principalmente a las élites y a los terratenientes, sin generar mejoras significativas para la mayoría de la población. En términos políticos, se promovió un sistema electoral más participativo, aunque el fraude y la manipulación electoral siguieron siendo prácticas comunes.

### Guerra del Chaco
Uno de los eventos más trascendentales de la Hegemonía Liberal fue la guerra del Chaco (1932-1935), un conflicto territorial contra Bolivia por el control del Gran Chaco. A pesar de que Paraguay logró la victoria militar, el conflicto exacerbó la crisis política.

## Fin de la Hegemonía Liberal
El desgaste del Partido Liberal se aceleró tras la guerra del Chaco, cuando sectores militares y civiles comenzaron a exigir reformas estructurales. En 1940, el presidente José Félix Estigarribia, quien había liderado al país durante la guerra, disolvió el Congreso, estableció una nueva Constitución y asumió poderes extraordinarios. Su muerte en un accidente aéreo en septiembre del mismo año facilitó la llegada al poder del general Higinio Morínigo, quien consolidó un régimen autoritario que puso fin a la Hegemonía Liberal y preparó el terreno para el retorno del Partido Colorado en 1947.

## Lista de presidentes
A continuación, la lista detallada de los presidentes de Paraguay durante la denominada Hegemonía Liberal. En total, 16 personas distintas ocuparon la Presidencia, algunas en más de una ocasión y en diferentes contextos:
| Imagen | Presidente               | Inicio                  | Fin                     | Nota            |
| ------ | ------------------------ | ----------------------- | ----------------------- | --------------- |
|        | Juan Bautista Gaona      | 19 de diciembre de 1904 | 9 de diciembre de 1905  | Único mandato   |
|        | Cecilio Báez             | 10 de diciembre de 1905 | 25 de noviembre de 1906 | Único mandato   |
|        | Benigno Ferreira         | 25 de noviembre de 1906 | 4 de julio de 1908      | Único mandato   |
|        | Emiliano González Navero | 5 de julio de 1908      | 25 de julio de 1910     | Primer mandato  |
|        | Manuel Gondra            | 25 de noviembre de 1910 | 11 de enero de 1911     | Primer mandato  |
|        | Albino Jara              | 11 de enero de 1911     | 5 de julio de 1911      | Único mandato   |
|        | Liberato Marcial Rojas   | 5 de julio de 1911      | 1 de marzo de 1912      | Único mandato   |
|        | Emiliano González Navero | 1 de marzo de 1912      | 15 de agosto de 1912    | Segundo mandato |
|        | Eduardo Schaerer         | 15 de agosto de 1912    | 15 de agosto de 1916    | Único mandato   |
|        | Manuel Franco            | 15 de agosto de 1916    | 5 de junio de 1919      | Único mandato   |
|        | José Pedro Montero       | 5 de junio de 1919      | 15 de agosto de 1920    | Único mandato   |
|        | Manuel Gondra            | 15 de agosto de 1920    | 31 de octubre de 1921   | Segundo mandato |
|        | Eusebio Ayala            | 7 de noviembre de 1921  | 12 de abril de 1923     | Primer mandato  |
|        | Eligio Ayala             | 12 de abril de 1923     | 17 de marzo de 1924     | Primer mandato  |
|        | Luis Alberto Riart       | 17 de marzo de 1924     | 15 de agosto de 1924    | Único mandato   |
|        | Eligio Ayala             | 15 de agosto de 1924    | 15 de agosto de 1928    | Segundo mandato |
|        | José Patricio Guggiari   | 15 de agosto de 1928    | 17 de octubre de 1931   | Único mandato   |
|        | Emiliano González Navero | 25 de octubre de 1931   | 25 de enero de 1932     | Tercer mandato  |
|        | Eusebio Ayala            | 15 de agosto de 1932    | 17 de febrero de 1936   | Segundo mandato |
|        | Rafael Franco            | 17 de febrero de 1936   | 15 de agosto de 1937    | Único mandato   |
|        | Félix Paiva              | 15 de agosto de 1937    | 15 de agosto de 1939    | Único mandato   |
|        | José Félix Estigarribia  | 15 de agosto de 1939    | 7 de septiembre de 1940 | Único mandato   |

## Legado
Según el sociólogo e investigador paraguayo, Fernando Masi, la Hegemonía Liberal «dejó un legado contradictorio en la historia paraguaya». Aunque se promovieron reformas modernizadoras y se amplió el sistema electoral, la inestabilidad política y la falta de cohesión impidieron la consolidación de una democracia estable. La guerra y las crisis internas debilitaron al partido, allanando el camino para el regreso del autoritarismo y la larga hegemonía colorada que se consolidaría en la segunda mitad del siglo XX.